# Colorado (miniserie televisiva)
Colorado (Centennial) è un programma televisivo in 12 parti trasmessa dall'emittente statunitense NBC dall'ottobre 1978 al febbraio 1979, tratta dal romanzo best seller del 1974 Centennial dello scrittore premio Pulitzer 1948 James Michener (che appare nel pilot Only the Rocks Live Forever della serie).
Costata 25 milioni di dollari, si tratta della serie più lunga (oltre 26 ore) e costosa che fosse stata girata all'epoca e venne trasmessa nell'arco di 4 mesi.
La miniserie ha avuto 4 registi che si sono alternati nella direzione di un folto cast con molti attori noti, senza un vero e proprio protagonista assoluto: le riprese si svolsero tra l'Ohio, il Texas, il Colorado e il Wyoming.
La serie venne candidata al Golden Globe 1980 come Miglior serie drammatica (una nomination a Miglior attore anche a Richard Chamberlain); il produttore John Wilder si aggiudicò 3 importanti riconoscimenti nel 1979, tra cui il Writers Guild of America per la produzione di una serie in più parti.

## Trama
Centennial, Colorado: nel '700 si insediano gli indiani Arapaho e iniziano numerose vicende che arrivano fino agli anni settanta del XX secolo. Si intrecciano le storie dei primi pionieri, di avventurieri e di una schiera di personaggi che tracciano la storia dello Stato del Colorado e del mito della frontiera americana.